# Treiber (Jagd)
Treiber sind Hilfspersonen bei der Jagd, die, in der Regel unbewaffnet und unterstützt von Jagdhunden, das Wild bei Treibjagden aus der Deckung und in Richtung der wartenden Jäger treiben.

## Ausrüstung und Verhalten
Für Streifjagden und Kesseltreiben gibt es Ausnahmen. Durchgeh- oder Treiberschützen mit Jagdschein dürfen für den Eigenschutz, den Fangschuss und für den Schuss auf vom Hund gestelltes Wild nicht geladene Schusswaffen mit sich führen. Diese dürfen erst bei Vorliegen des Einzelfalls geladen werden. Häufig wird diese Ausnahmeregelung von Hundeführern genutzt.
Häufig sind die Treiber mit Holzstöcken ausgerüstet. Durch Rufen und Klopfen auf Gebüsche und an Baumstämme versuchen sie, das Wild in Bewegung zu versetzen. Bei Jagden durch dornige Dickungen und bei widrigem Wetter muss ihre Kleidung entsprechend reißfest und wasserdicht sein. Das Tragen von Warnkleidung, meist Signalwesten, ist in Deutschland aus Sicherheitsgründen Pflicht. Den erfahrenen Obertreibern obliegt es, die Treiberwehr zusammenzuhalten und zu führen. Bei einem Kesseltreiben muss jeder Treiber zumindest drei Jagdsignale kennen: Beginn des Treibens, Treiber in den Kessel und Hahn in Ruh.
Als Pfadfinder werden scherzhaft-abwertend diejenigen Treiber bezeichnet, die immer einen Weg um die Dickung herum statt durch sie hindurch wählen und so ihre Aufgabe nicht erfüllen.
Bei den nach manchen Jagden stattfindenden Schüsseltreiben wird von den Jägern oft Treibergeld eingesammelt, um die Treiber zum Essen und Trinken einzuladen.